# David MacLennan
David Herman MacLennan OC Oont SRF FRSC (3 juillet 1937 - 24 juin 2020) est un biochimiste et généticien canadien connu pour ses travaux fondamentaux sur les protéines qui régulent le flux de calcium à travers le réticulum sarcoplasmique (SR), régulant ainsi la contraction et la relaxation musculaires, et pour ses découvertes dans le domaine des maladies musculaires causées par des anomalies génétiques des protéines régulatrices du calcium .

## Biographie
Né à Swan River, au Manitoba, de Douglas MacLennan et de Sigriður Sigurðardóttir, il obtient un BSA de l'Université du Manitoba en 1959 et un DSc ( hc ) en 2001 . Il obtient une maîtrise (1961) et un doctorat (1963) de l'Université Purdue sous la direction de Harry Beevers, puis est boursier postdoctoral (1963-1964) sous la direction de David E. Green et professeur adjoint (1964-1968) à l'Université du Wisconsin– Madison. En 1969, il est nommé professeur agrégé au Département de recherche médicale Banting et Best  et, plus tard, professeur (1974), directeur (1978-1990), professeur JW Billes de recherche médicale (1987-2007) et professeur d'université (1993-2015).
MacLennan apporte des contributions fondamentales à notre compréhension du mécanisme de transport des ions par les pompes à calcium SR, du stockage du calcium dans le SR par les protéines luminales acides et de la libération de calcium du SR par les canaux de libération du calcium. Il dirige des équipes qui définissent la base génétique des maladies du muscle squelettique humain, de l'hyperthermie maligne, de la maladie du noyau central et de la maladie de Brody et fait partie de l'équipe qui démontre que des mutations du phospholamban, un régulateur de la pompe à calcium, peuvent provoquer une cardiomyopathie . Son identification d'une mutation du canal de libération du calcium qui cause le syndrome de stress porcin aboutit à un test de diagnostic qui réduit considérablement l'incidence de la maladie, avec des avantages économiques substantiels pour l'industrie porcine.
En 1974, il reçoit le Prix Ayerst de la Société canadienne de biochimie, en 1985 devient membre de la Société royale du Canada et en 1994 de la Royal Society. En 1991, il reçoit le Prix international de la Fondation Gairdner et en 1997 le Prix Killam (sciences de la santé) du Conseil des arts du Canada. Il est fait en 2001 Officier de l'Ordre du Canada et en 2009 Membre de l'Ordre de l'Ontario. En 2015, il devient membre honoraire étranger de l'Académie américaine des arts et des sciences.